# Charles Amoah
Charles Baye Amoah (ur. 28 lutego 1975 w Akrze) – ghański piłkarz występujący na pozycji napastnika.

## Kariera klubowa
Amoah rozpoczął karierę w Okwawu United, w którego barwach w sezonie 1994/1995 został królem strzelców Ghana Premier League. Następnie wyjechał do Szwajcarii, gdzie grał w drugoligowych zespołach FC Winterthur i FC Wil, a także w trzecioligowym FC Frauenfeld.
W 1999 przeszedł do pierwszoligowego FC Sankt Gallen. W Nationallidze A zadebiutował 7 lipca 1999 w wygranym 2:0 meczu z FC Luzern, w którym strzelił bramkę. W sezonie 1999/2000 zdobył z klubem mistrzostwo Szwajcarii, a także został królem strzelców Nationalligi A z 25 golami.
Na początku 2001 roku odszedł do austriackiego Sturmu Graz, z którym w sezonie 2001/2002 wywalczył wicemistrzostwo Austrii. Następnie był zawodnikiem Austrii Salzburg, ASK Kottingbrunn oraz LASK Linz. W 2007 zakończył karierę.

## Statystyki ligowe
| Rozgrywki      | Poziom | Kraj       | Mecze | Gole |
| -------------- | ------ | ---------- | ----- | ---- |
| Bundesliga     | I      | Austria    | 77    | 18   |
| Nationalliga A | I      | Szwajcaria | 69    | 45   |

## Kariera reprezentacyjna
W reprezentacji Ghany zadebiutował 12 listopada 1999 w wygranym 2:1 towarzyskim meczu z Egiptem, a 9 lipca 2000 w wygranym 5:0 pojedynku el. do MŚ 2002 ze Sierra Leone strzelił dwa debiutanckie gole w kadrze. W latach 1999–2003 w drużynie narodowej rozegrał 15 spotkań i zdobył 10 bramek.